# بيت الشرقي (كحلان عفار)

تعديل مصدري - تعديل

بيت الشرقي هي إحدى قرى عزلة عزان بمديرية كحلان عفار التابعة لمحافظة حجة، بلغ تعداد سكانها 60 نسمة حسب تعداد اليمن لعام 2004.